# Бачица
Бачица (на сръбски: Баћица) е село в Сърбия, разположено в община Тутин, Рашки окръг. Намира се на 1010 метра надморска височина. Населението му според преброяването през 2011 г. е 452 души. При преброяването на населението през 2002 г. има 347 жители, от тях 345 (99,42 %) бошняци, 1 (0,28 %) сърбин и 1 (0,28 %) неопределен.

## Население
Численост на населението според преброяванията през годините:
- 1948 – 346 души
- 1953 – 391 души
- 1961 – 451 души
- 1971 – 506 души
- 1981 – 521 души
- 1991 – 441 души
- 2002 – 347 души
- 2011 – 452 души